# Cuangar
Cuangar (seltener auch Kwangar) ist eine Ortschaft in der Provinz Cubango im südlichen Angola.

## Geografie
Cuangar liegt etwa 450 km südlich der Provinzhauptstadt Menongue am Nordostufer des Okavango. Der Okavango ist Grenzfluss zur südlich des Flusses liegenden Republik Namibia; auf dem unmittelbar gegenüberliegenden südwestlichen Flussufer liegt die namibische Stadt Nkurenkuru.

## Geschichte
Die Stadt war seit Ende des 19. Jahrhunderts mit dem dort befindlichen Fort Cuangar ein wichtiger Grenzposten der Portugiesischen Kolonialverwaltung. Kurz nach Ausbruch des Ersten Weltkrieges kam es am 31. Oktober 1914 als Vergeltung für die angebliche Ermordung einer Gruppe deutscher Kolonialsoldaten bei einer Auseinandersetzung im portugiesischen Fort Naulila am 18. Oktober zu dem nach älterer Forschungsmeinung vom Polizeiwachtmeister Oswald Ostermann von der Polizeistation Nkurenkuru, wahrscheinlich aber von einer anderen Gruppe deutscher Soldaten organisierten und später als Massaker von Cuangar bezeichneten Überfall auf das portugiesische Fort, bei dem neun portugiesische und neunzehn afrikanische Grenzsoldaten ums Leben kamen.
Cuangar wurde durch den Bürgerkrieg in Angola (1975–2002) stark zerstört, der Wiederaufbau ist noch nicht abgeschlossen.
Das wasserarme Gebiet hatte besonders unter der Dürre 2013 zu leiden. Der Grenzort Olupale mit etwa 2000 Einwohnern gilt als besonders betroffen. So mussten die Viehhirten große Teile ihrer Bestände veräußern, und die Bevölkerung konnte Wasser erst in den zwei Tagesmärschen entfernten Gemeindesitzen Savate und Caíla und dem dort passierenden Fluss Cubango erhalten. Die Kinder helfen, die Herden zum Fluss zu treiben, und gehen daher nicht mehr in die Schule. Der Bürgermeister des Kreises wandte sich in der Folge an die Zentralregierung, da die Nahrungsmittelreserven und materiellen Möglichkeiten der Kreisverwaltung bereits vollständig aufgezehrt waren.

## Verwaltung
Cuangar ist Sitz eines gleichnamigen Kreises (Município) der Provinz Cubango. 

## Verkehr
Die Arbeiten zur Wiedererrichtung und Asphaltierung der Nationalstraße (Estrada Nacional) 140 standen Ende 2013 auf dem 116 km langen Teilstück von Savate nach Cuangar vor dem Abschluss, inklusive eines 16 km langen Abzweigs nach Catuitui an der Grenze zu Namibia. Für den 143 km langen Abschnitt von Caiundo nach Savate konnte die beauftragte Baufirma Consórcio Decar noch kein Abschlussdatum nennen.
Vor dem Abschluss standen Ende 2013 auch die Arbeiten an der Brücke über den Cubango an der Kreisstadt Cuangar. Mit der Brücke wird auch ein Kai fertiggestellt, der als verbesserte Anlegestelle für die Flussschifffahrt dienen wird. Als Ersatz für die altersschwachen Transportkähne und zur Verbesserung der unzureichenden Verkehrsbedingungen in der Region werden dann die acht bereits gelieferten Schiffe in Betrieb genommen, die das Transportministerium der Zentralregierung von insgesamt 56 versprochenen Schiffen bereits zur Verfügung gestellt hat.
Östlich der Stadt liegt ein ehemaliger Militärflugplatz. Er liegt jedoch in möglicherweise weiterhin vermintem Gebiet und steht außer Dienst. Der Ort erhält jedoch einen neuen Flughafen, nach 2012 veröffentlichten Plänen der Regierung, in der Region fünf Flughäfen zu errichten.